# Glure
Die Glure (auch Karkbäk genannt, in der Nomenklatur Öffentlicher Wasserzug 36 Die Glure) ist ein Fließgewässer in der Gemeinde Dötlingen im niedersächsischen Landkreis Oldenburg.
Der etwa zweieinhalb Kilometer lange Bach entspringt in der Flur Traesmoor nordöstlich des Kirchdorfs Dötlingen, nimmt in der Flur Trahe von rechts einen weiteren Quellstrom auf, den Zuggraben 37, durchfließt sodann Dötlingen in südwestlicher Richtung und mündet am Südrand der Ortschaft in die Hunte.